# Adelino Lucas
Pour les articles homonymes, voir Lucas.
Adelino Lucas est un homme politique santoméen, membre du Mouvement pour les forces de changement démocratique.

## Biographie
Adelino Lucas est nommé secrétaire d'État à la Communication sociale sous Tomé Vera Cruz puis secrétaire d'État au Premier ministre à la même fonction durant le XVe gouvernement constitutionnel de Gabriel Costa.
Lucas, alors secrétaire du Mouvement pour les forces de changement démocratique – Parti libéral, tente en septembre 2014 de devenir Premier ministre de son pays (sous le président Manuel Pinto da Costa) mais est battu par son adversaire Patrice Trovoada, alors qu'il croyait pouvoir atteindre la majorité absolue lors de l'élection.
Adelino Lucas est nommé pour la troisième fois secrétaire d'État à la Communication sociale le 3 décembre 2018, à la création du XVIIe gouvernement constitutionnel, dirigé par Jorge Bom Jesus, président du Mouvement pour la libération de Sao Tomé-et-Principe – Parti social-démocrate. Il est également porte-parole du Conseil des ministres.